# Косяк с разменом на g5

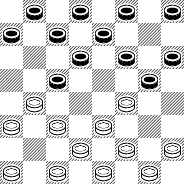
Диаграмма 1. Табия дебюта косяк после третьего хода чёрных 3…bc5

Косяк с разменом на g5 — дебют в русских шашках. Самостоятельный вариант развития дебюта косяк. 

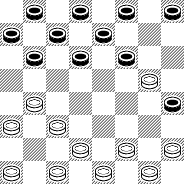
Табия дебюта Косяк с разменом на g5

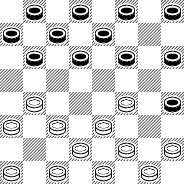
Диаграмма 2. Позиция дебюта косяк после третьего хода чёрных 3…gh4

После ходов 1.cb4 fg5. 2.gf4 gf6. 3.bc3 (встречается и перестановка очередности ходов) черные отказываются от классического 3... bc5, после которого возникает табия дебюта косяк (см. на диаграмме 1 справа). Отказ от хорошо изученных вариантов дебюта Классический косяк приводит к идее игры на правом фланге 3... gh4 (см. на диаграмме 2 справа). 4.fg5 hf4 5.hf4 (см. на диаграмме слева).